# Bank of China Tower (Shanghai)
La Bank of China Tower (上海中银大厦/浦东国际金融大厦) est un gratte-ciel de bureaux de 226 mètres de hauteur construit à Shanghai en l'an 2000 dans le quartier de Pudong.
Il a été conçu par le cabinet d'architecture japonais Nikken Sekkei.
L'immeuble abrite les locaux de la Bank of China.